# Mihail Benado
Mihail Benado (n. 1920, București) a fost un matematician român, care a adus contribuții în matematica modernă.
Mihail Benado a fost un algebrist român care a lucrat în teoria laticilor, teoria grupurilor și conexiuni. Este creatorul teoriei multilaticilor, care are astăzi numeroase aplicații în informatică. Noțiunea de multilatici (multistructuri) a fost introdusă în 1953 de Mihail Benado și dezvoltată de acesta, în următorii doi ani, până la un întreg domeniu matematic.

## Biografie
Mihail Benado a fost singurul elev consecvent al lui Dan Barbilian, care a ajuns și el matematician de mare valoare. I-a avut ca profesori pe Ernest Abason și pe Onescu și este licențiat în matematică în 1948.
În același an, intră ca profesor suplinitor la Liceul Mihai Viteazul din București, ca în anul următor să fie asistent la Catedra de Algebră Axiomatică și Matematici Elementare, iar în 1955 lector la teoria grupurilor și structurilor.
Până în 1962, deține funcția de cercetător la Institutul de Materiale.  În 1964 preia funcția de conferențiar la Institutul Pedagogic.

## Contribuții
A demonstrat că multistructurile modulare de lungime finită sunt echivalente.
A studiat proprietățile funcției lui Möbius.  La baza lucrărilor sale stau teoremele lui Galois, Hölder, Jordan, Schreier, Birkhoff, Golovin, Øystein Ore, Möbius, etc.